# Лён крупноцветковый
Лён крупноцветко́вый (лат. Linum grandiflorum) — декоративное однолетнее растение родом из Северной Африки, вид двудольных цветковых растений, включённый в род Лён (Linaceae) семейства Льновые (Linaceae).

## Ботаническое описание
Лён крупноцветковый — однолетнее травянистое растение, иногда достигающее 110 см в высоту, чаще — от 30 до 60 см, с прямостоячим ветвистым стеблем. Листья очерёдные, сидячие, линейно-ланцетные или широколанцетные, с острым концом, 1,5—2,5 см длиной, с тремя основными жилками.
Цветки собраны на верхушке в рыхлое соцветие-щиток, обычно до 3 см в диаметре. Чашечка из 5 свободных яйцевидные чашелистиков около 7 мм длиной, с зубчатым краем, реснитчатая. Венчик раздельнолепестный, ярко-красного цвета, лепестки до 2 см длиной, широкояйцевидной или почти округлой формы. Тычинки в числе 5, сросшиеся в основании, до 8 мм длиной. Пестики в числе 5, также исходящие из общего основания, нитевидные, с линейным рыльцем и яйцевидной завязью.
Плод — сухая коробочка 5—6 мм в диаметре. Семена многочисленные, коричневые, сплюснутые, около 4 мм длиной.
В природе цветёт весной, с апреля по май, плодоносит с мая по август.

## Ареал
Естественный ареал льна — северо-западная Африка (Алжир). Дичает в Южной Европе и в Северной Америке.

## Значение
Лён крупноцветковый введён в культуру в 1820 году. Часто выращивается в качестве яркого декоративного однолетника во многих регионах мира. Неприхотлив, используется в России вплоть до севера таёжной зоны. Легко размножается семенами.

## Таксономия
Лён крупноцветковый был впервые описан французским ботаником Рене Дефонтеном в 1-м томе книги Flora Atlantica, вышедшем в июне 1798 года.
|  |                                      |  |                                                         |                                                         |                   |  | ещё 34 семейства, в том числе Ивовые, Мальпигиевые и Страстоцветные (согласно Системе APG III) | ещё 34 семейства, в том числе Ивовые, Мальпигиевые и Страстоцветные (согласно Системе APG III) |                         |  |  |  | ещё около 6 видов и несколько гибридов |
|  |                                      |  |                                                         |                                                         |                   |  | ещё 34 семейства, в том числе Ивовые, Мальпигиевые и Страстоцветные (согласно Системе APG III) | ещё 34 семейства, в том числе Ивовые, Мальпигиевые и Страстоцветные (согласно Системе APG III) |                         |  |  |  | ещё около 6 видов и несколько гибридов |
|  |                                      |  |                                                         | порядок Мальпигиецветные                                |                   |  |                                                                                                |                                                                                                | род Лён                 |  |  |  |                                        |
|  |                                      |  |                                                         | порядок Мальпигиецветные                                |                   |  |                                                                                                |                                                                                                | род Лён                 |  |  |  |                                        |
|  | отдел Цветковые, или Покрытосеменные |  |                                                         |                                                         | семейство Льновые |  |                                                                                                |                                                                                                | вид Лён крупноцветковый |  |  |  |                                        |
|  | отдел Цветковые, или Покрытосеменные |  |                                                         |                                                         | семейство Льновые |  |                                                                                                |                                                                                                |                         |  |  |  |                                        |
|  |                                      |  | ещё 58 порядков цветковых растений (по Системе APG III) | ещё 58 порядков цветковых растений (по Системе APG III) |                   |  |                                                                                                | ещё 12 родов                                                                                   | ещё 12 родов            |  |  |  |                                        |
|  |                                      |  |                                                         | ещё 58 порядков цветковых растений (по Системе APG III) |                   |  |                                                                                                |                                                                                                | ещё 12 родов            |  |  |  |                                        |

### Синонимы
- Adenolinum grandiflorum (Desf.) W.A.Weber, 1984